# Sejjil
Lo Sejjil è un missile balistico MRBM, in dotazione alle forze armate iraniane, sviluppato dall'Iran del tipo Razzo a propellente solido.
Deriva dai missili balistici Shahab-1, Shahab-2 e Shahab-3 che invece sono del tipo a Razzo a propellente liquido.
Secondo Il Pentagono il suo profilo è simile agli Ashoura (Ghadr-110).

## Storia
Secondo il Jane's Information Group il missile utilizza Propellente solido a differenza dello Shahab-3.

### Sejil-1
È un Missile superficie-superficie a doppio stadio con propellente solido della portata di 2.400 km.
È stato testato positivamente il 13 novembre 2008.

### Sejil-2
È un Missile balistico a medio raggio testato nella Regione di Semnan che arriva a 2.000 km.
È stato testato positivamente il 20 maggio 2009.

### Sejil-3
È in fase di sviluppo come tre stadi con una portata di 4.000 km ed un peso di 38 tonnellate.

## Operatori
- Iran
  - Air Force of the Army of the Guardians of the Islamic Revolution